# Faber Grand Prix
Il Faber Grand Prix è stato un torneo di tennis che faceva parte della categoria Tier II all'interno del WTA Tour. Si è giocato ad Essen in Germania dal 1992 al 1994 e ad Hannover dal 1996 al 2000 sul sintetico indoor.

## Albo d'oro

### Singolare
| Anno | Vincitrice          | Finalista          | Punteggio     |
| ---- | ------------------- | ------------------ | ------------- |
| 1992 | Monica Seles        | Mary Joe Fernández | 6–0, 6–3      |
| 1993 | Natalija Medvedjeva | Conchita Martínez  | 6–7, 7–5, 6–4 |
| 1994 | Jana Novotná        | Iva Majoli         | 6–2, 6–4      |
| 1995 | Non disputato       | Non disputato      | Non disputato |
| 1996 | Iva Majoli          | Jana Novotná       | 7–5, 1–6, 7–6 |
| 1997 | Iva Majoli          | Jana Novotná       | 4–6, 7–6, 6–4 |
| 1998 | Patty Schnyder      | Jana Novotná       | 6–0, 2–6, 7–5 |
| 1999 | Jana Novotná        | Venus Williams     | 6–4, 6–4      |
| 2000 | Serena Williams     | Denisa Chládková   | 6–1, 6–1      |

### Doppio
| Anno | Vincitrici                              | Finaliste                             | Punteggio     |
| ---- | --------------------------------------- | ------------------------------------- | ------------- |
| 1992 | Katerina Maleeva / Barbara Rittner      | Sabine Appelmans / Claudia Porwik     | 7–5, 6–3      |
| 1993 | Arantxa Sánchez Vicario / Helena Suková | Wiltrud Probst / Christina Singer     | 7–6, 6–2      |
| 1994 | Maria Lindström / Maria Strandlund      | Evgenija Manjukova / Leila Meskhi     | 6–2, 6–1      |
| 1995 | Non disputato                           | Non disputato                         | Non disputato |
| 1996 | Meredith McGrath / Larisa Neiland       | Lori McNeil / Helena Suková           | 3–6, 6–3, 6–2 |
| 1997 | Nicole Arendt / Manon Bollegraf         | Larisa Neiland / Brenda Schultz       | 4–6, 6–3, 7–6 |
| 1998 | Lisa Raymond / Rennae Stubbs            | Elena Lichovceva / Caroline Vis       | 6–1, 6–7, 6–3 |
| 1999 | Serena Williams / Venus Williams        | Alexandra Fusai / Nathalie Tauziat    | 5–7, 6–2, 6–2 |
| 2000 | Åsa Svensson / Nataša Zvereva           | Silvia Farina Elia / Karina Habšudová | 6–3, 6–4      |